# Прогрес (Нідеркорн)
«Прогрес» (фр. Progrès) — люксембурзький футбольний клуб із міста Нідеркорн, заснований 1919 року.

## Досягнення
- Чемпіонат Люксембургу
  -  Чемпіон (3): 1953, 1978, 1981
  -  Срібний призер (7): 1932, 1937, 1977, 1979, 1982, 2018, 2023

- Кубок Люксембургу
  -  Володар (5): 1933, 1945, 1977, 1978, 2024
  -  Фіналіст (3): 1946, 1956, 1980

## Виступи в єврокубках

Історичний логотип.

| Сезон   | Змагання                     | Раунд | Суперник                        | Вдома | На виїзді | В сукупності |
| ------- | ---------------------------- | ----- | ------------------------------- | ----- | --------- | ------------ |
| 1977–78 | Кубок володарів кубків       | 1Р    | Вайле                           | 0–1   | 0–9       | 0–10         |
| 1978–79 | Кубок Європейських чемпіонів | 1Р    | Реал Мадрид                     | 0–7   | 0–5       | 0–12         |
| 1979–80 | Кубок УЄФА                   | 1Р    | Грассгоппер                     | 0–2   | 0–4       | 0–6          |
| 1981–82 | Кубок Європейських чемпіонів | 1Р    | Гленторан                       | 1–1   | 0–4       | 1–5          |
| 1982–83 | Кубок УЄФА                   | 1Р    | Серветт                         | 0–1   | 0–3       | 0–4          |
| 2015–16 | Ліга Європи                  | 1К    | Шемрок Роверс                   | 0–0   | 0–3       | 0–3          |
| 2017–18 | Ліга Європи                  | 1К    | Рейнджерс                       | 2–0   | 0–1       | 2–1          |
| 2017–18 | Ліга Європи                  | 2К    | АЕЛ                             | 0–1   | 1–2       | 1–3          |
| 2018–19 | Ліга Європи                  | 1К    | Габала                          | 0–1   | 2–0       | 2–1          |
| 2018–19 | Ліга Європи                  | 2К    | Будапешт Гонвед                 | 2–0   | 0–1       | 2–1          |
| 2018–19 | Ліга Європи                  | 3К    | Уфа                             | 2–2   | 1–2       | 3–4          |
| 2019–20 | Ліга Європи                  | ПР    | Кардіфф Метрополітен Юніверсіті | 1–0   | 1−2       | 2–2 (г)      |
| 2019–20 | Ліга Європи                  | 1К    | Корк Сіті                       | 1−2   | 2–0       | 3–2          |
| 2019–20 | Ліга Європи                  | 2К    | Рейнджерс                       | 0–0   | 0−2       | 0–2          |

## Відомі гравці
- Віктор Нюренберг

## Відомі тренери
- Хубер Моньє (2002–06)
- Олів'є Ціанканеллі (2006)
- Лекс Вільгельм (1 березня 2006 – 30 червня 2006), (1 липня 2008 – 5 березня 2009)
- Марк Шоссі (в.о.) (5 березня 2009 – 30 червня 2009)
- Мануель Пейшото (1 липня 2009 – 15 березня 2010)
- Джованні Барнабо (15 березня 2010 – 30 червня 2010)
- Анрі Боссі (1 липня 2010 – 1 жовтня 2012)
- Паоло Амодіо (2 жовтня 2012–)